# Stephanie Mpalaskas
Stephanie Mpalaskas (* 12. Februar 1986 in Ratingen) ist eine ehemalige deutsche Fußballspielerin.

## Karriere

### Vereine
Stephanie Mpalaskas begann beim Lohausener SV mit dem Fußballspielen und wechselte 2000 in die Jugendabteilung des FCR Duisburg 55, aus der die Frauen- und Mädchenabteilung am 8. Juni 2001 als eigenständiger Verein FCR 2001 Duisburg hervorgegangen ist.
Noch als B-Juniorin bestritt sie während der Saison 2002/03 vier Punktspiele für die Erste Mannschaft in der Bundesliga. Sie debütierte am 1. Dezember 2002 (11. Spieltag) beim 5:0-Sieg im Auswärtsspiel gegen den TuS Niederkirchen mit Einwechslung zur zweiten Halbzeit für Stefanie Pohl.
Nachdem sie in der Saison 2003/04 zur Stammspielerin avanciert war, wechselte sie zur Rückrunde der Saison 2004/05 zur SG Essen-Schönebeck. Dort gelang ihr am 1. Mai 2005 (19. Spieltag) beim 3:2-Sieg im Heimspiel gegen den VfL Wolfsburg mit dem Siegtreffer in der 80. Minute ihr erstes Bundesligator. Im Sommer 2005 kehrte sie nach Duisburg zurück, blieb eine Saison lang und kehrte zur Saison 2006/07 zur SG Essen-Schönebeck zurück, für die sie bis 2009 insgesamt 47 weitere Bundesligapartien bestritt.
Im Sommer 2009 folgte der Wechsel zum Zweitligisten Bayer 04 Leverkusen, mit dem ihr 2010 der Aufstieg in die Bundesliga gelang. Nach drei Spielzeiten in Leverkusen wechselte sie im Sommer 2012 zum Regionalligisten Borussia Mönchengladbach. Im Januar 2014 schloss sie sich dann dem Ligakonkurrenten MSV Duisburg II an, der kurz zuvor aus dem FCR 2001 Duisburg hervorgegangen war.
Nach vier Jahren Pause schloss sie sich nach der Winterpause 2018/19 Borussia Bocholt an, für die sie in der drittklassigen Regionalliga West in fünf Punkt-, und aufgrund des zweiten Platzes, in zwei Relegationsspielen gegen den FC Ingolstadt 04 bestritt. Mit dem verpassten Aufstieg in die 2. Bundesliga beendete sie ihre Spielerkarriere.

### Nationalmannschaft
Mpalaskas gehörte zum Aufgebot der U19-Nationalmannschaft, die an der vom 10. bis 27. November 2004 in Thailand ausgetragenen Weltmeisterschaft teilnahm. Mit ihrem einzige Turnierspiel, dem letzten Spiel der Gruppe A, beim 3:3 unentschieden gegen die Auswahl Kanadas, hatte sie – mit Einwechslung für Anne van Bonn in der 22. Minute – Anteil am späteren Titelgewinn. Ihr Debüt gab sie bereits am 29. Oktober 2003 beim 4:1-Sieg im Testspiel gegen die Auswahl Schwedens und auch an der vom 28. Juli bis 8. August 2004 in Finnland ausgetragenen Europameisterschaft kam sie zuvor im letzten Spiel der Gruppe A und im Halbfinale zum Einsatz.

## Erfolge
- U19-Weltmeister 2004
- Finalist Europameisterschaft 2004
- Aufstieg in die Bundesliga 2010 (mit Bayer 04 Leverkusen)

## Sonstiges
Stephanie Mpalaskas absolvierte eine Ausbildung zur Steuerfachangestellten. Gegenwärtig ist sie als Steuerberaterin und Diplom-Kauffrau bei der Steuerberatungsgesellschaft WSG Günther & Wehning PartG mbB in Bocholt tätig.